# 4438 Sykes
4438 Sykes este un asteroid din centura principală, descoperit pe 29 noiembrie 1983 de Edward Bowell.